# Masoarivo (Menabe)
Masoarivo ist ein Ort in Madagaskar.
Das ca. 2.800 Einwohner (Stand: 2001) zählende Masoarivo liegt auf 9 m Höhe in der Region Menabe, in der ehemaligen Provinz Toliara, in Westmadagaskar.
Die Einwohner, die zu dem Volk der Sakalava gehören, leben zu 50 % der Landwirtschaft und bauen hauptsächlich Reis, Bohnen, und Kichererbsen an. 15 % bestreiten mit Viehzucht und 30 % mit Fischfang ihren Lebensunterhalt.